# Khabur (Eufrat)
Râul Khabur este cel mai mare afluent peren al Eufratului din Siria. Deși Khabur își are originea în Turcia, izvoarele carstice din jurul Ras al-Ayn sunt principala sursă de apă a râului. Mai multe wadiuri importante se alătură râului Khabur la nord de Al-Hasakah, împreună creând ceea ce este cunoscut sub numele de Triunghiul Khabur, sau zona Khabur superioară. De la nord la sud, precipitațiile anuale din bazinul Khabur scad de la peste 400 mm la mai puțin de 200 mm, ceea ce face ca râul să fie o sursă vitală de apă pentru agricultură de-a lungul istoriei. Khabur se alătură Eufratului în apropierea orașului Busayrah.

## Geografie
Cursul râului Khabur poate fi împărțit în două zone distincte: zona Khabur superioară sau Triunghiul Khabur la nord de Al-Hasakah și Khabur mijlociu și inferior între Al-Hasakah și Busayrah.

### Afluenți
Afluenții khaburului sunt enumerați de la est la vest. Cele mai multe dintre aceste wadiuri transporta doar apă pentru o parte a anului.
- Wadi Radd
- Wadi Khnezir
- Wadi Jarrah
- Râul Jaghjagh
- Wadi Khanzir
- Wadi Avedji

## Istoric
Râul a fost bine remarcat de scriitorii antici, cu diferite nume folosite de diverși scriitori: Ptolemeu și Pliniu cel Bătrân l-au numit Chaboras (în greacă veche Χαβώρας), Procopius l-a numit Chabura, Strabon, Zosimos, și Ammianus Marcellinus l-au numit Aborrhas (Ἀβόρρας), și Isidor din Charax l-a numit Aburas (Ἀβούρας). A fost descris ca un râu mare din Mesopotamia care izvorăşte din Munţii Taurus, aproximativ la 40 mile (64 km) de la Nisibis, și se varsă în Eufrat la Circesium (Kerkesiah). Procopius vorbește despre el ca despre un râu important, iar Ammianus afirmă că Iulian Apostatul l-a traversat "per navalem Aborae". Strabo l-a descrie ca fiind aproape de orașul Anthemusia.